# Copestylum pusillum
Copestylum pusillum är en tvåvingeart som först beskrevs av Macquart 1842.  Copestylum pusillum ingår i släktet Copestylum och familjen blomflugor. Inga underarter finns listade i Catalogue of Life.